# دهستان هاسلاوا
دهستان هاسلاوا (به لاتین: Haaslava Parish) یک منطقهٔ روستایی در استونی بود که در شهرستان تارتو واقع شده‌بود. در سال ۲۰۱۷ این دهستان با دهستان کاستره ادغام شد.